# Ksar-el-Kebir
Ksar-el-Kebir este un oraș în Maroc. În perioada Republicii Romane purta numele Oppidum Novum.